# 武岡真司
武岡 真司（たけおか しんじ、1963年1月 - ）は、日本の工学者（高分子化学）。学位は工学博士（早稲田大学・1991年）。専攻は医用生体工学・生体材料学。ナノシートを主な研究分野としている。

## 略歴
- 1963年1月 - 誕生。
- 1981年 - 東京都立戸山高等学校 卒業
- 1986年 - 早稲田大学理工学部応用化学科 卒業
- 1990年 - 日本学術振興会特別研究員
- 1991年 - 早稲田大学理工学研究科応用化学専攻博士課程 修了 工学博士号 授与  
  - 1991年- 早稲田大学理工学研究科助手
- 1993年 - 早稲田大学理工学研究科専任講師
- 1996年 - 早稲田大学理工学研究科助教授
- 1999年 - ペンシルベニア大学客員研究員
- 2005年 - 早稲田大学理工学研究科教授
- 2007年 - 早稲田大学理工学術院 教授

## 受賞歴
- 2011年 - 早稲田大学大隈記念学術褒章奨励賞

## 著作物
- 『新訂版・表面科学の基礎と応用、第12節, 人工赤血球』 土田英俊, 武岡真司, 小松晃之, 酒井宏水・著（エヌ・ティー・エス、2004年）
- 『バイオロジクス－生物由来物質を用いた製品開発－』 武岡真司、後藤洋子、川上浩良・著（高分子学会編、2004年9月）
- 『機能性脂質のフロンティア、２　リン脂質二分子膜小胞体を利用した赤血球代替物』 武岡真司・著（シーエムシー出版、2004年12月）
- 『最近の化学工学５６　先端医療における化学工学　人工血液（赤血球、血小板）の最近の進歩』 松本慎也，常田聡・著（化学工業社、2004年12月）
- 『図解　高分子新素材のすべて、人工赤血球の仕組み』 国武豊喜監修、武岡真司・著（工業調査会、2005年5月）
- 『血液疾患ハンドブック、人工血液の開発の現状と展望』 武岡真司・著（再生つばさの会、2005年6月）
- 『「医療用マテリアルと機能膜」，第5章人工赤血球 』 酒井宏水, 宗慶太郎, 武岡真司, 小林紘一, 土田英俊・著（シーエムシー出版、2005年）
- 『Functional Polymer Films, Chapt 29 Fabrication, Properties, and Biomedical Applications of Nanosheets』 武岡真司・著（en:y-VCH、2011年、ISBN 978-3-527-32190-2）

## 参考資料
- Takeoka.lab|早稲田大学 先進理工学部 生命医科学科（研究室公式サイト）
- 早稲田大学理工系教員研究紹介 武岡真司
- 研究者公開データベース（武岡真司）
- 先生への突撃インタビュー（その４）　武岡先生（早稲田応用化学会のHP）
- 武岡 真司教授(高分子化学)